# Byrsia amoena
Byrsia amoena är en fjärilsart som beskrevs av Rothschild och Jordan 1901. Byrsia amoena ingår i släktet Byrsia och familjen björnspinnare. Inga underarter finns listade i Catalogue of Life.